# Centro Empresarial e Tecnológico

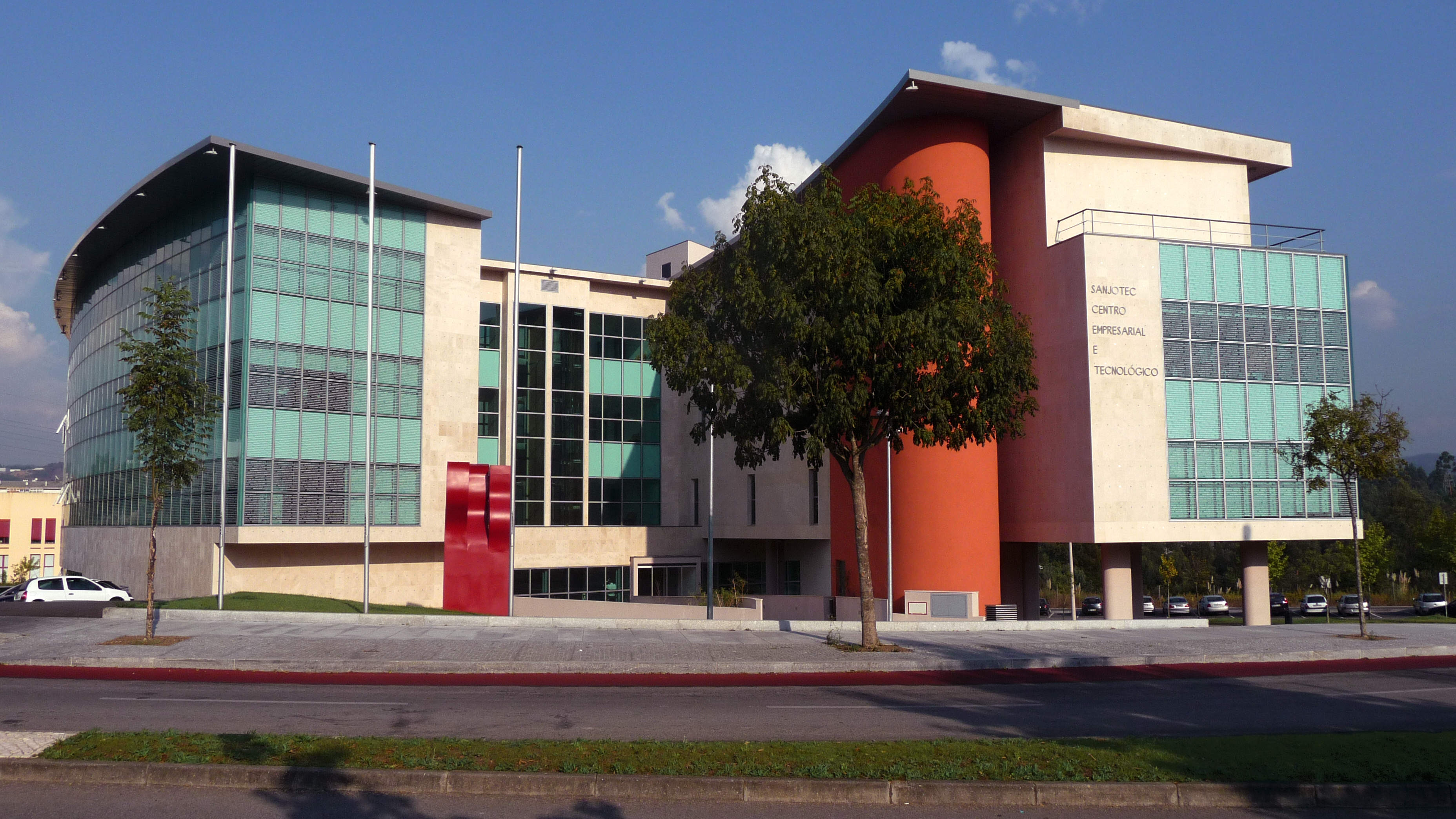
Centro Empresarial e Tecnológico

O Centro Empresarial e Tecnológico (CET) é um parque tecnológico localizado em São João da Madeira, Portugal. O edifício-sede, projectado pelo arquitecto portuense Filipe Oliveira Dias foi inaugurado em 2008, pelo Presidente da República, Aníbal Cavaco Silva e disponibiliza à região recursos necessários ao desenvolvimento e incubação local de projectos empresariais de base tecnológica, em particular os relativos a Robótica, Automação Industrial, Biotecnologia, Química, Design e Tecnologia da Informação.
O CET é gerido pela Sanjotec, uma associação científica, tecnológica e sem fins lucrativos, constituída pela Câmara Municipal de São João da Madeira, Universidade de Aveiro (UA), Associação de Parques de Ciência e Tecnologia do Porto (que é integrada pela Universidade do Porto), Centro Tecnológico de Calçado, Faurecia e Clube dos Empresários.
Em projecto, encontram-se mais oito edifícios, incluindo um Centro de Inovação e Formação Empresarial, áreas para funcionamento de empresas e uma área de expansão do núcleo industrial, num total de 80 mil metros quadrados.